# Csige Böske
Csige Böske, Csige Erzsébet (Arad, 1880. október 10. – Arad, 1958. február 4.) színésznő.

## Életpályája
Színészgyermek, atyja Csige Lajos baritonista, anyja Szabó Ilka drámai hősnő. Szabadkán a zárda növendéke volt, ahonnan kilépve 14 éves korában színésznő lett. Első fellépése Halmai Imre szabadkai társulatánál a Kis lord címszerepe volt 1895 augusztusában. Attól kezdve éveken át a magyar színészet kimondottan legjobb naivája volt. 1896–97-ben Szabadkán játszott, majd 1898 nyarától Krecsányi Ignácnál lépett színpadra. 17 éves korában ment férjhez Turi Elemérhez. Ezután 1900–01-ben Pozsonyban, 1902–03-ban Temesvárott, 1904 szeptemberétől 1905-ig a Vígszínházban, 1905-től újfent Temesvárott, 1908–09-ben Pécsett, 1909–10-ben a Városligeti Színkörben, 1910–12-ben Debrecenben, majd 1912–13-ban férje, Turi Elemér társulatában szerepelt, aztán 1915–16-ban Pécsett, 1916–17-ben Lugoson, 1917–18-ban Kassán, 1918–19-ben Aradon, 1920–21-ben a Kis Komédiában játszott. 1914-ben elvált férjétől. Nyugdíjba ment 1926. július 1-én, újból férjhez ment és Aradon élt.

## Fontosabb szerepei
- Susanne (Pailleron: Ahol unatkoznak)
- Georgette (Sardou: Fernande)
- Márta (Pailleron: Az egér)